# Nacogdoches
Nacogdoches è una città statunitense del Texas, situata nella contea omonima. Al censimento del 2000 contava 29.914 abitanti.